# Elezioni statali in Sassonia del 2019
Le elezioni statali in Sassonia del 2019 si sono tenute il 1º settembre e hanno rinnovato i 119 membri del Landtag della Sassonia.

## Risultati elettorali
|             |                                                |               |                      |                      |               |                  |                      |                      |                  |                            |                            |
| Partito     | Partito                                        | Liste dirette | Liste dirette        | Liste dirette        | Liste dirette | Liste partitiche | Liste partitiche     | Liste partitiche     | Liste partitiche | Seggi totali (cambiamento) | Seggi totali (cambiamento) |
| Partito     | Partito                                        | Voti          | Voti % (cambiamento) | Voti % (cambiamento) | Seggi         | Voti             | Voti % (cambiamento) | Voti % (cambiamento) | Seggi            | Seggi totali (cambiamento) | Seggi totali (cambiamento) |
|             | Unione Cristiano-Democratica di Germania (CDU) | 703 006       | 32,5%                | 7,2%                 | 41            | 695 560          | 32,1%                | 7,3%                 | 4                | 45                         | 14                         |
|             | Alternativa per la Germania (AfD)              | 613 585       | 28,4%                | 22,0%                | 15            | 595 671          | 17,7%                | 17,7%                | 23               | 38                         | 24                         |
|             | La Sinistra (Die Linke)                        | 265 871       | 12,3%                | 8,7%                 | 1             | 224 354          | 10,4%                | 8,5%                 | 13               | 14                         | 13                         |
|             | Alleanza 90/I Verdi (Grünen)                   | 192 489       | 8,9%                 | 2,6%                 | 3             | 187 015          | 8,6%                 | 2,9%                 | 9                | 12                         | 4                          |
|             | Partito Socialdemocratico di Germania (SPD)    | 166 920       | 7,7%                 | 5,5%                 | 0             | 167 289          | 7,7%                 | 4,6%                 | 10               | 10                         | 8                          |
|             |                                                |               |                      |                      |               |                  |                      |                      |                  |                            |                            |
|             | Partito Liberale Democratico (FDP)             | 100 639       | 4,7%                 | 0,6%                 | –             | 97 438           | 4,5%                 | 0,7%                 | –                | –                          | –                          |
|             | Altri                                          | ?             | ?                    | ?                    | –             | ?                | ?                    | ?                    | –                | –                          | –                          |
| Totale voti | Totale voti                                    | 2 188 486     | 66,5%                | 17,4%                | 60            | 2 188 486        | 66,5%                | 17,4%                | 59               | 119                        | 7                          |
| Voti validi | Voti validi                                    | 2 159 850     | 98,7%                | –                    | –             | 2 166 457        | 99,0%                | –                    | –                | –                          | –                          |